# Западные Татры
Западные Татры (словац. Západné Tatry) — западная часть Татр, часть Фатранско-Татранской области в Словакии. Наивысшая точка — гора Бистра, 2248 м.
Западные Татры делятся на 6 геоморфологических частей:
- Особита
- Сивый Врх
- Липтовские Татры
- Рогаче
- Червеные Врхи
- Липтовские Копы